# Kopeček (Žďárské vrchy)
Kopeček je vrch s nadmořskou výškou 822 m ležící v rámci administrativně správním na katastrálním území Studnice u Rokytna, části Nového Města na Moravě v okrese Žďár nad Sázavou náležejícím do Kraje Vysočina v České republice.
Částečně zalesněný kopec tvoří hornina dvojslídný migmatit až ortorula, ostrůvky biotitické ruly drobně zrnité granoblastické a v nižší poloze na severovýchodě a jihozápadě dvojslídný svor, horniny typu metamorfitu v kutnohorsko-svratecké geologické oblasti, v soustavě Českého masivu (krystalinikum a prevariské paleozoikum). Vrch na severozápadě oddělen sedlem (vrchol kolem 788 m) od Pasecké skály (823 m n. m.).
Lokalita v povodí řeky Svratky, součást Chráněné krajinné oblasti Žďárské vrchy a se shodným názvem a územním vymezením také chráněné oblasti přirozené akumulace vod v severozápadní části Hornosvratecké vrchoviny. Vrcholem prochází rozvodnice oddělující povodí řeky Fryšávky a potoků Chobotský, Bezděčka, níže pod vrcholem také potoka Medlovka.
Česká státní trigonometrická síť uvádí zaměřený trigonometrický bod (č. 7 triangulačního listu 3317) se stejnojmenným názvem a geodetickým označníkem s nivelací 821,7 m n. m., žulový terénní patník se nachází v zalesněné vrcholové části, několik desítek metrů na východ od okraje lesa s orientačním bodem 7.4 (816,6 m n. m.).

## Geografie

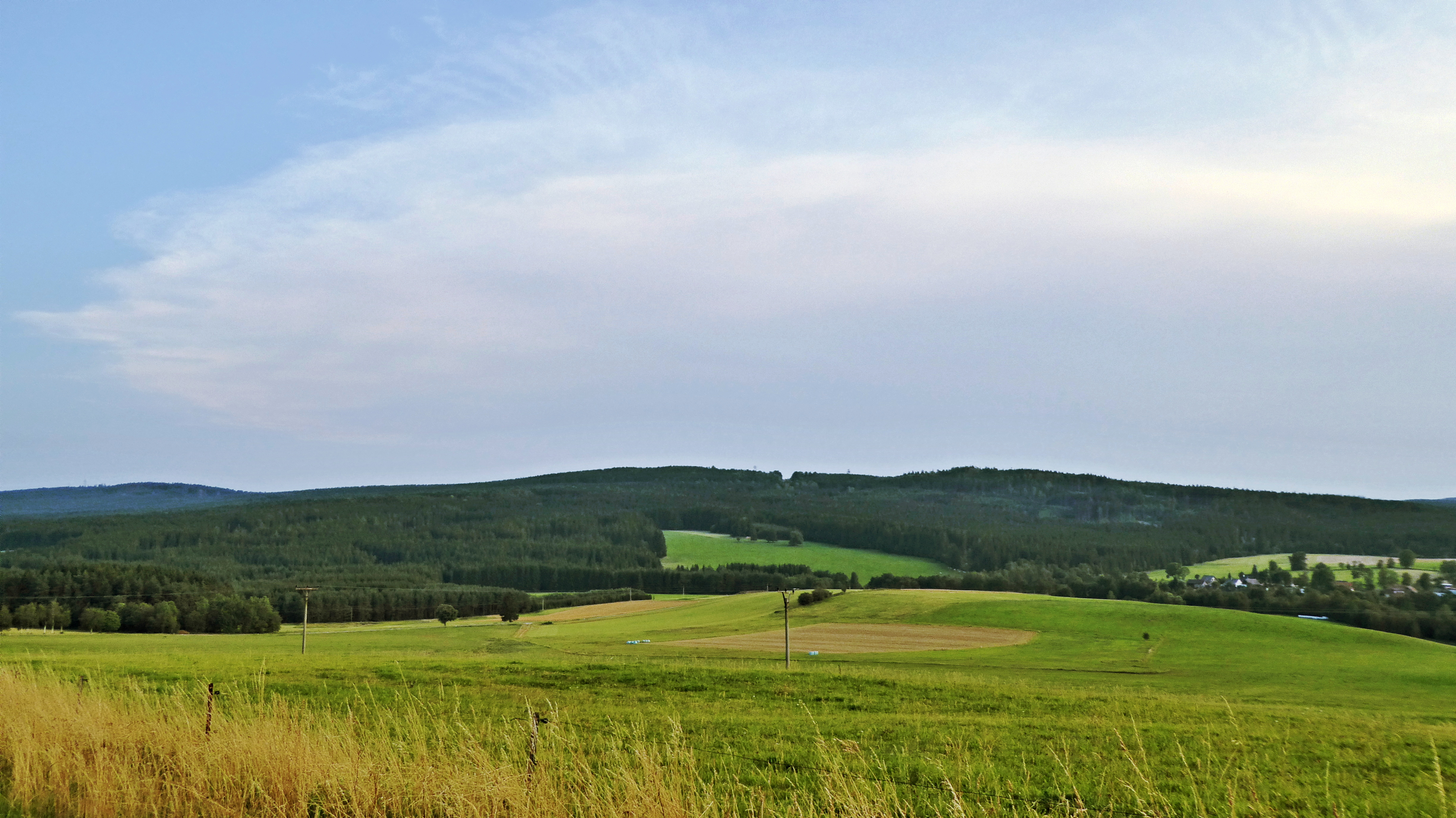
Kopeček, vpravo Pasecká skála nad Kadovem, zcela vlevo Pohledecká skála

V krajině méně výrazný vrchol severně nad vesnicí Studnice, severo-severovýchodně od Nového Města na Moravě, ve vzdálenosti asi 5,6 km (12°) od kostela sv. Kunhuty (Vratislavovo náměstí) a 7,9 km jihovýchodně od Devíti skal (836 m n. m.), nejvyššího vrcholu Žďárských vrchů.
Na úzkém hřbetu Žďárských vrchů se od vrcholu zhruba 900 m na severozápad (azimut 312°) nachází Pasecká skála (823 m n. m.) a asi 2,85 km na jihovýchod (azimut 133°) vrchol Pohledecké skály (813 m n. m.). Vrcholy, včetně Kopečku, jsou viditelné v Pohledeckoskalské vrchovině například z lokality nad vesnicí Krátká (vesnická památková rezervace, část městyse Sněžné).
Kopeček a Paseckou skálu odděluje na hřbetu sedlo s vrcholem v nadmořské výšce 786,81 m, sedlem je vedena silnice II/354 v úseku Sněžné – Rokytno – Nové Město na Moravě. Jihozápadní svahy tvoří pastviny, okraj lesa je rozhledovým místem na jih (směr Nové Město na Moravě) až jihozápad (směr Žďár nad Sázavou).
Pod vrcholovou částí stojí tři sloupy typu VVN (velmi vysoké napětí) s nataženými dráty, slouží pro testování vlivu námrazy. Sloupy jsou výrazným orientačním bodem.

### Zeměpisný název
Zeměpisný název (toponymum) Kopeček je Českým úřadem zeměměřickým a katastrálním standardizované jméno (oronymum) kopce a jeho vrcholu.

## Přírodní poměry
Vrch částečně zalesněný v geomorfologickém okrsku Pohledeckoskalská vrchovina, součást Žďárských vrchů, geomorfologického podcelku Hornosvratecké vrchoviny (geomorfologický celek).
V georeliéfu od jihozápadu nevýrazný vrchol se svahy pozvolně klesajícími nadmořskou výškou směrem k vesnici Rokytno (část Nového Města na Moravě), v úrovni 760 m n. m. sedlo, oddělující vrchol od kopce Kříby (788 m), severozápadně nad Rokytnem. Strmější úbočí od vrcholu na sever do lesního prostoru U červeného kříže, pod ním lokalita Paseky se silnicí II/354 a severozápadně nad ní Pasecká skála (823 m).
Vrcholem prochází rozvodnice 4. řádu, od vrcholu svahy v povodí řeky Fryšávky zhruba na severu, potoka Chobotský na východě, potoka Bezděčka na jihu a lokalita v nižší poloze západně pod vrcholem v povodí potoka Medlovka. Svahy k severovýchodu do hlubokého údolí s řekou Fryšávkou, v lokalitě s pravostranným přítokem (Chobotský potok) řeka přitékající od Kadova prudce mění směr (o cca 180°) k sídelní lokalitě Kuklík.
Na východě až jihovýchodě ohraničen vrch úžlabím s potokem Chobotský, pramení pod vrcholem na jihovýchodě. Na jihu vesnička Studnice s několika plochou malými rybníky v prameništi potoka Bezděčka, levostranného přítoku řeky Bobrůvky v Novém Městě na Moravě. Zhruba západně od vrcholu pramen potoka Medlovka, napájející vodou Medlovský rybník na katastrálním území Fryšava pod Žákovou horou.
Úžlabí s prameništěm Chobotského potoka uzavřeno svahy severně od vrcholu sedla (786 m), oddělující Kopeček od vyvýšeniny georeliéfu Na kutině (vrchol 797 m n. m.). Název lokality pravděpodobně odvozen od bývalých lomů, tzv. „kutacích jam“ na vápenec (významná geologická lokalita dolomitického vápence v biotitických pararulách, po skončení těžby jáma zavážena odpadem).
V okolí Studnice, vesnice pod vrcholem, geologické podloží s krystalickým vápencem moldanubika (paleozoikum až proterozoikum), v 19. století těžen pod označením bílý mramor ze Studnice. V roce 1878 v lomu objeveny krasové útvary (jeskyně), nálezy minerálů (antigorit, dolomit, kalcit, křemen, olivín, tremolit).

## Výstup na vrchol
Vrchol georeliéfu s trigonometrickým bodem v lesním porostu, dostupný po neznačené polní a lesní cestě, bez výhledu. Označen žulovým patníkem výškového bodu, také turisty malou mohylou z kamení a dřevěným označníkem.
Rozhledové místo pod vrcholem na jihozápadních svazích, se zeleně značenou turistickou trasou.

## Výhled

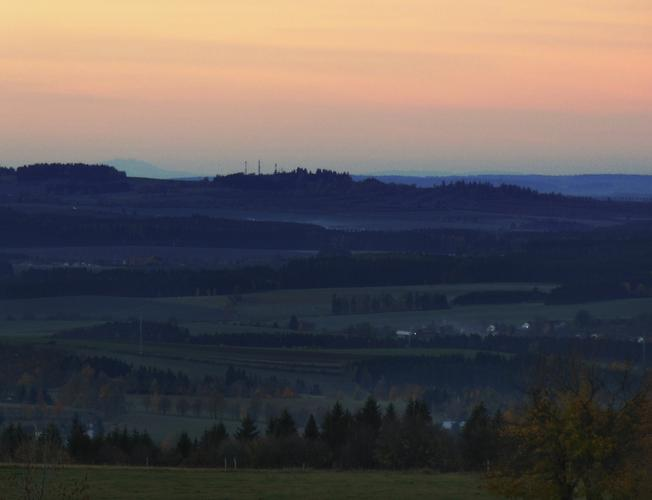
Přiblížený záběr na Alpy z Kopečku, nejvýraznější vlevo Schneeberg

Je možný jihovýchodním až západním směrem z úbočí v místě, kde stojí poslední ze stožárů, rovněž také o něco blíže k vrcholu u kraje lesa.
Kromě blízkého okolí lze spatřit i vzdálenější lokality.
Na jihovýchodě např. Svatou horu, páru z JE Dukovany. Jižnímu horizontu dominují kopce Ambrožný a Holý vrch u obce Bory (někdy též zvaný Na Nivách). Dále doprava vzdálenější kopce na Třebíčsku (Klučovská hora, Mařenka). Přehlédnout nelze nedaleký Harusův kopec s vysílačem. Za ním se zvedá hřbet Arnoleckých hor s vrcholy Kyjov a Havlina (vysílač). Za Havlinou lze vidět i 50 km vzdálené větrné elektrárny u Pavlova. Vpravo od ní pak nejvyšší vrchol Českomoravské vrchoviny Javořici s nápadně vysokým vysílačem. Dále na jihozápad lze vidět část Jihlavy s často velice významnými sloupci kouře z komínů podniku Kronospan. Za Jihlavou pak masiv Čeřínku či o kus vpravo i Křemešník. Na západě vystupuje ne moc zřetelně zpoza lesů hora Melechov.
Z Kopečku lze i několikrát do roka vidět Alpy. Pokud je vhodné počasí, lze spatřit za Holým vrchem přes 200 km vzdálený Schneeberg v Rakousku. Mimo něj i několik dalších vrcholků pohoří Rax (Scheibwaldhöhe, Dreimarkstein, Waxriegel a Heukuppe), nicméně pro jejich pozorování je skoro nutné mít dalekohled.
V zimním období usnadňují výhledy inverzní rázy počasí.

Detailní rozbor výhledů z Kopečku na zdarskevrchy-vyhledy.webnode.cz 

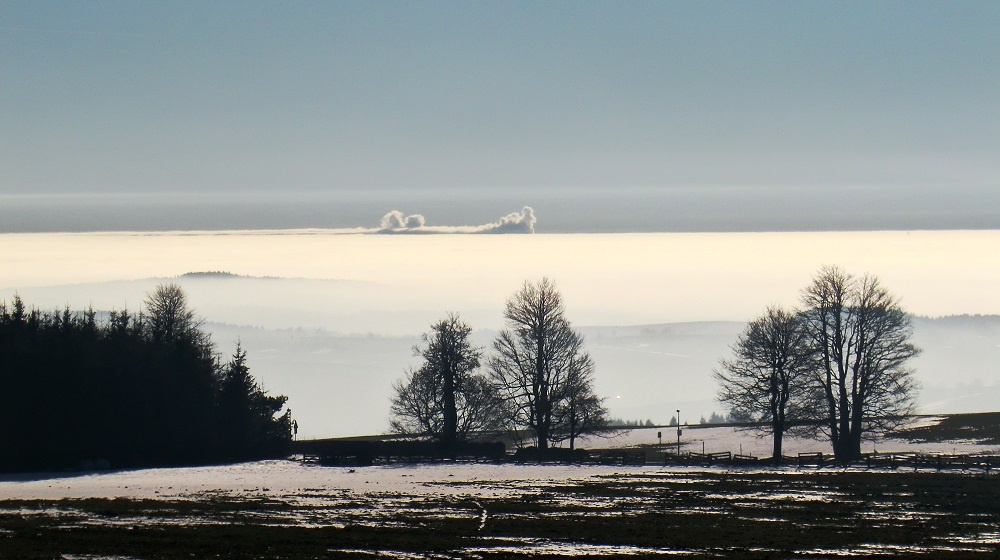
Pára z JE Dukovany viditelná z Kopečku během zimní inverze
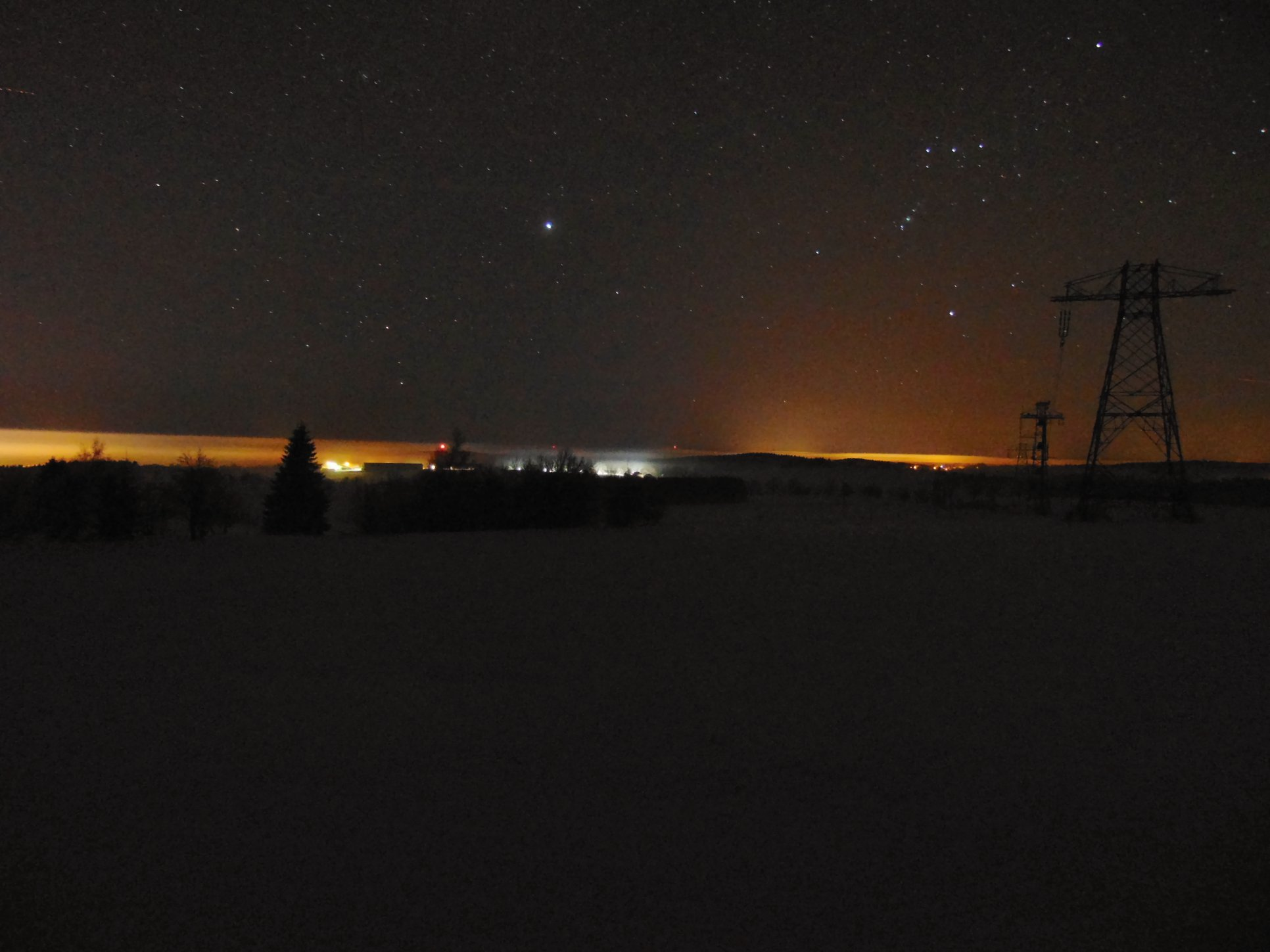
Noční scenerie z úbočí Kopečku v zimě 2018/2019
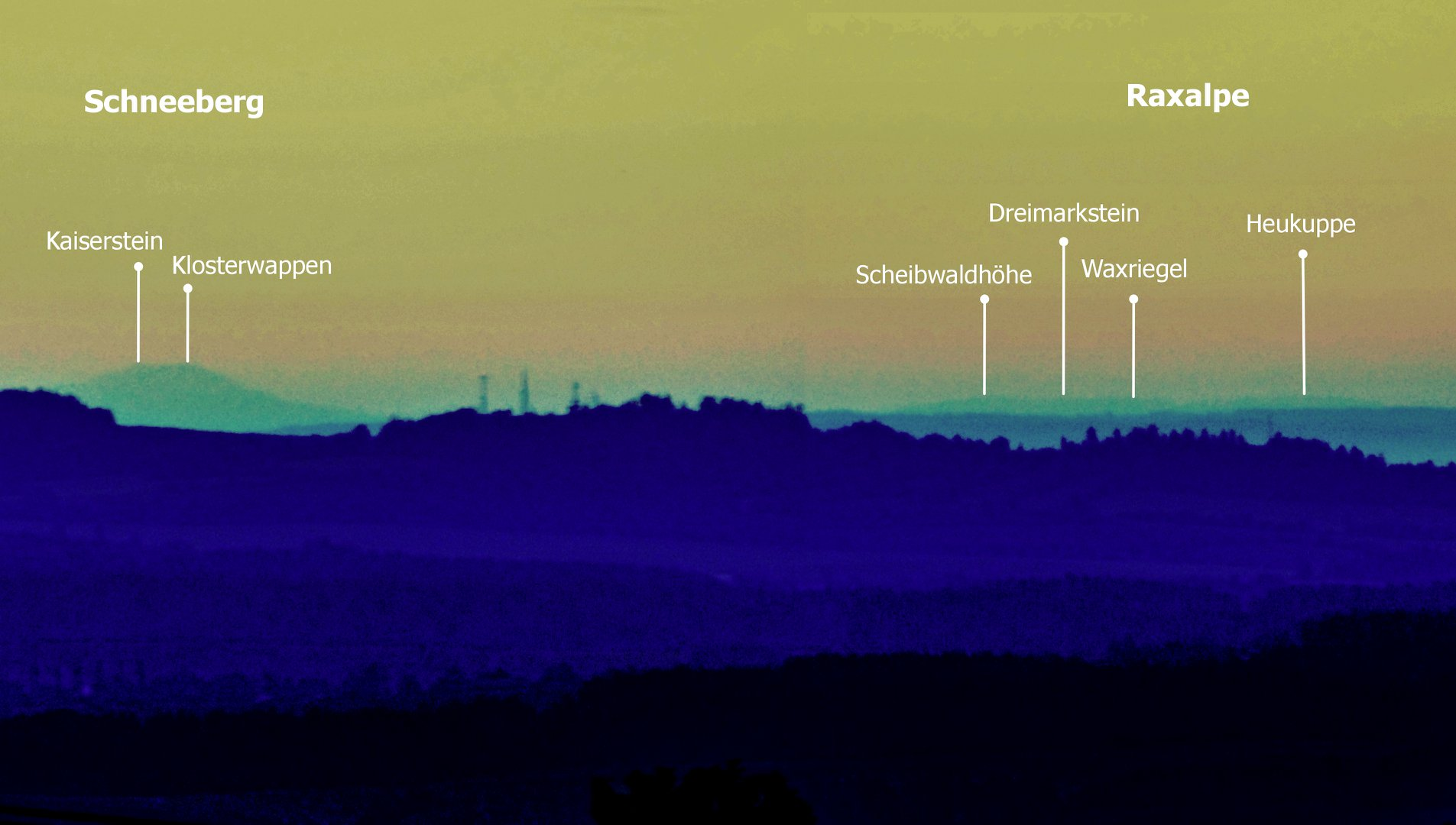
Výřez pozorovaných alpských vrcholků

## Turistika
Vrch uvedený v turistické mapě Žďárské vrchy (mapový list 48) vydané Klubem českých turistů, do vrcholové části vedená zeleně značená turistická trasa, úsek mezi rozcestníky Studnice – Pasecká skála.
Jihozápadně pod vrcholem turistická trasa, vrchol terénu v nejbližším místě ve vzdálenosti zhruba 265 m na severovýchod (50°), od přístřešku na trase pak 360 m zhruba na východ (95°). Vrchol dostupný lesní cestou vedenou okrajem lesa od lokality U červeného kříže a též neznačenou lesní cestou od silniční spojky s cyklistickou trasou 1 v úseku silnice II/354 – turistický rozcestník Pod Studnicemi.
Na jihozápadním svahu pod vrcholem stožáry rozvodu vysokého napětí, tzv. zkušební stend Studnice (vlastník EGÚ Brno, akciová společnost), v roce 1980 postaveny Výzkumným ústavem energetickým ke zkušebnímu měření námrazy na stožárech a rozvodech vedení, vrcholky stožárů z daleka viditelné. Měření námrazy v lokalitě již od roku 1929, místo pro výzkumnou stanici s nejčastější námrazou ve středních polohách v Česku.
Jižně od vrcholu, v oblasti sídelní lokality Studnice, prameniště potoka Bezděčka, v nadmořské výšce 804 m pramen vody s názvem Studnická studánka (v roce 2014 naměřeno pH 5,5, vydatnost 0,1 l/sec, teplota vody 9,8 °C a ze vzorku dne 2. června 2015 proveden rozbor vody), níže několik plochou malých rybníků, rekreační možnosti.
Na okraji sídelní lokality památný strom Lípa Studnice (lípa velkolistá, lat. Tilia platyphyllos var. cucullata), zhruba 23 m výška a 550 cm obvod kmene, vyhlášení 7. listopadu 2005 (kód ÚSOP 105358).